# 밥정
"밥정"(The Wandering Chef)은 한국에서 제작된 박혜령 감독의 2018년 다큐멘터리, 드라마 영화이다. 임지호 본인이 주연으로 출연하였다.

## 기타
- 프로듀서: 엄정화
- 제작관리: 박명숙
- 공동투자: 박혜령
- 공동투자: 정상진
- 연출부: 이병한
- 연출부: 김아름
- 연출부: 강민정
- 연출부: 이주영
- 조감독: 원두연
- 음향: 김준영
- 음향효과: 안기성
- 음향효과: 이민섭
- 믹싱: 정희구
- 사운드디자인: 방승진
- 사운드디자인: 박성복
- 현장녹음: 최상문
- 사운드슈퍼바이저: 김지은
- 사운드슈퍼바이저: 김정환
- 음악지원: 오영훈
- 음악지원: 송정민
- 음악지원: 박이랑
- 음악지원: 강호선
- 음악지원: 신고운
- 음악지원: 김영준
- 음악지원: 현재은
- 음악지원: 김한나
- 음악지원: 이수아
- 음악지원: 민영애
- 음악지원: 박찬영
- 음악지원: 오승희
- 음악지원: 고현숙
- 작곡: 이강욱
- 음향지원: 김소윤
- 디지털색보정: 김형희
- 디지털색보정: 정혜리
- 디지털색보정: 김소윤
- 디지털색보정: 양미르
- 디지털색보정: 이가영
- 디지털색보정: 김경아
- 해외협력프로듀서: 전진
- 해외협력프로듀서: 허민정
- 캘리그라피: 이상현
- 현장사진: 이종원
- 현장사진: 문덕관
- 프리뷰: 김은선
- 모니터링: 김나영
- 모니터링: 이정은
- 배급/마케팅총괄: 정상진
- 배급/마케팅책임: 주희
- 배급/마케팅진행: 박혜진
- 배급/마케팅진행: 양예주
- 배급/마케팅진행: 김은지
- 배급/마케팅진행: 김재연
- 배급/마케팅정산: 박지연
- 배급: 김서연
- 마케팅홍보: 김태주
- 마케팅홍보: 김형섭
- 마케팅홍보: 김경중
- 온라인마케팅: 서유진
- 온라인마케팅: 남유경
- 온라인마케팅: 함지혜
- 온라인마케팅: 김혜인
- 온라인 디자인: 김세린
- 광고 디자인: 김민정
- 광고 디자인: 이혜원
- 타이틀 캘리그라피: 이혜원
- 개봉지원: 김현정
- 개봉지원: 김희영
- 번역: 이현정

## 같이 보기
- 2020년 대한민국의 영화 목록